# Associação Graphica de Desportes
A Associação Graphica Paulista de Desportos é um clube brasileiro de futebol extinto da cidade de São Paulo, capital paulista. Participou cinco vezes da segunda divisão do Campeonato Paulista de Futebol, em 1919, 1920, 1921, 1922 e 1923, época em que não havia lei do acesso.

## Títulos

### Estaduais
- Campeonato Paulista - Série A2 = 1922